# Tubocurarină

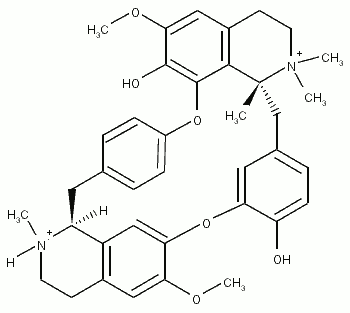
Tubocurarina aparţine clasei de alcaloizi bisbenzilizochinolinici, clasă ce are drept precursori biosintetici fenilalanina și tirosina.

Tubocurarina (complet (+)Tubocurarina sau D-Tubocurarina) este alcaloidul de tip cuaternar principal din Curara.

## Scurt istoric
A fost izolată pentru prima dată din curara tub(sub formă de clorhidrat), o otravă foarte puternică, paralizantă, folosită de indienii din America de Sud la vînătoare, de către H.King în anul 1935, pentru ca în 1943 Wintersteiner și Dutcher de la universitatea Harvard să pună la punct o metodă de sinteză.
Deși inițial prin metodele din acea vreme formula sa a a fost stabilită ca fiind cu ambii atomi de azot cuaternari, dimetilați, prin metodele moderne și anume protometria RMN, s-a ajuns la concluzia ca un atom de N este dimetilat în timp ce al doilea atom de N formează clorhidrați.

## Acțiune farmacologică și utilizare
Blochează receptorii acetilcolinici  de pe placa motorie, oprind astfel conducerea influxului nervos la nivelul plăcii motorii și a contracției musculare induse prin stimularea directă.D-Tubocurarina conține un atom de azot cuaternar, ceea ce determină o încărcare pozitivă dublă, iar din această cauză nu poate trece bariera hematoencefalică și nu se absoarbe la nivel intestinal.Indienii sud americani au observat prima dată acest lucru astfel încit animalele ucise puteau fi consumate în siguranță.
Tubocurarina se utilizează pentru efectul curarizant (paralizia muschilor striați) , efect care este potențat de eter și alte narcotice.Mai este folosită ca adjuvant în anestezie, endoscopii, tetanos.